# Money Monster
Pour plus de détails, voir Fiche technique et Distribution.
Money Monster est un film américain réalisé par Jodie Foster, sorti en 2016.
Le film est présenté hors compétition au Festival de Cannes 2016.
Malgré des critiques mitigées, le film a été un succès commercial.

## Synopsis
Lee Gates est une personnalité influente de la télévision new-yorkaise. Il anime l'émission financière Money Monster avec son style décalé et humoristique. Un jour, Kyle Budwell, un spectateur ayant perdu toutes ses économies en suivant les conseils de Lee, débarque sur le plateau de l'émission avec armes et explosifs et le prend en otage en direct devant des millions de téléspectateurs.

## Fiche technique
Sauf indication contraire, les informations mentionnées dans cette section peuvent être confirmées par la base de données cinématographiques IMDb,  présente dans la section « Liens externes ».

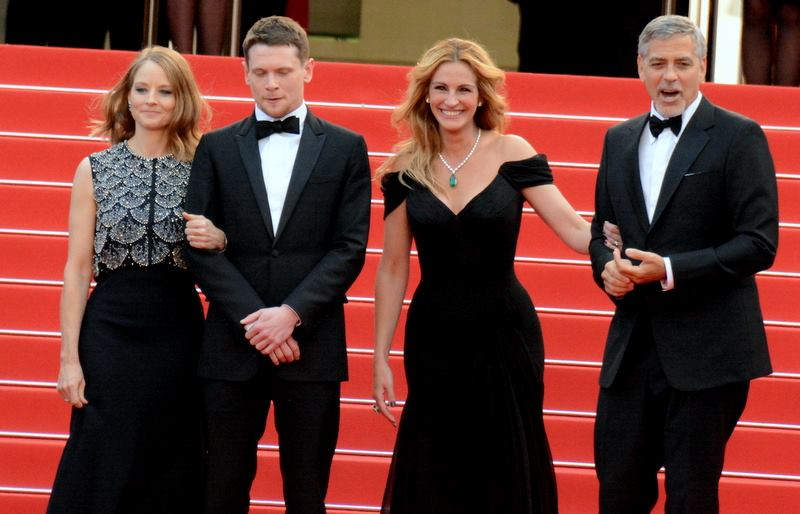
Jodie Foster, Jack O'Connell, Julia Roberts et George Clooney lors de la présentation du film au festival de Cannes 2016.

- Titre original et français : Money Monster
- Réalisation : Jodie Foster
- Scénario : Alan DiFiore, Jim Kouf et Jamie Linden
- Direction artistique : Kevin Thompson
- Décors : Lydia Marks
- Costumes : Susan Lyall
- Photographie : Matthew Libatique
- Montage : Matt Chesse
- Musique : Dominic Lewis
- Production : Lara Alameddine, George Clooney, Daniel Dubiecki et Grant Heslov
  - Producteurs délégués : Tim Crane et Kerry Orent
- Sociétés de production : Allegiance Theater, Smokehouse Pictures, Sony Pictures Entertainment, TriStar et Village Roadshow Pictures
- Sociétés de distribution : TriStar (États-Unis), Sony Pictures Releasing France (France)
- Budget : 30 millions de dollars[1]
- Pays d'origine :  États-Unis
- Langue originale : anglais
- Format : couleur — numérique — 2,39:1 — son Dolby Digital
- Genre : thriller, drame
- Durée : 95 minutes
- Dates de sortie[2] :
  - France : 12 mai 2016 (festival de Cannes 2016 et sortie nationale)
  - États-Unis : 13 mai 2016
- Classification :
  - France : Tous publics (visa d'exploitation n° 144018)
  - États-Unis : R

## Distribution
- George Clooney (VF : Samuel Labarthe ; VQ : Daniel Picard) : Lee Gates
- Julia Roberts (VF : Céline Monsarrat ; VQ : Marie-Andrée Corneille) : Patty Fenn
- Jack O'Connell (VF : Valentin Merlet ; VQ : Philippe Martin) : Kyle Budwell
- Dominic West (VF : Éric Herson-Macarel ; VQ : Gilbert Lachance) : Walt Camby
- Caitriona Balfe (VQ : Véronique Marchand) : Diane Lester
- Christopher Denham (VF : Vincent de Boüard ; VQ : Louis-Philippe Berthiaume) : Ron Sprecher
- Giancarlo Esposito (VF : Thierry Desroses ; VQ : Alain Zouvi) : le capitaine Marcus Powell
- Dennis Boutsikaris (VF : Nicolas Marié ; VQ : Sébastien Dhavernas) : Avery Goodloe
- Lenny Venito (VF : Jérôme Pauwels ; VQ : Sylvain Hétu) : Lenny
- Chris Bauer (VF : Gilles Morvan ; VQ : Stéphane Rivard) : lieutenant Nelson
- Grant Rosenmeyer (VF : Nathanel Alimi ; VQ : Martin Watier) : Dave
- Emily Meade (VF : Barbara Probst ; VQ : Rachel Graton) : Molly
- Ivan Martin (VF : Marc Saez) : le lieutenant Vasquez
- Condola Rashad (VF : Fily Keita) : Bree
- Aaron Yoo : Won Joon
- Olivia Luccardi : Arlene
- John Ventimiglia : un chef d'équipe du NYPD
- Greta Lee : Amy Lee
- Darri Ingólfsson : Joji
- Wolf Blitzer : lui-même (non crédité)
- Robert Reich : lui-même (non crédité)

## Production

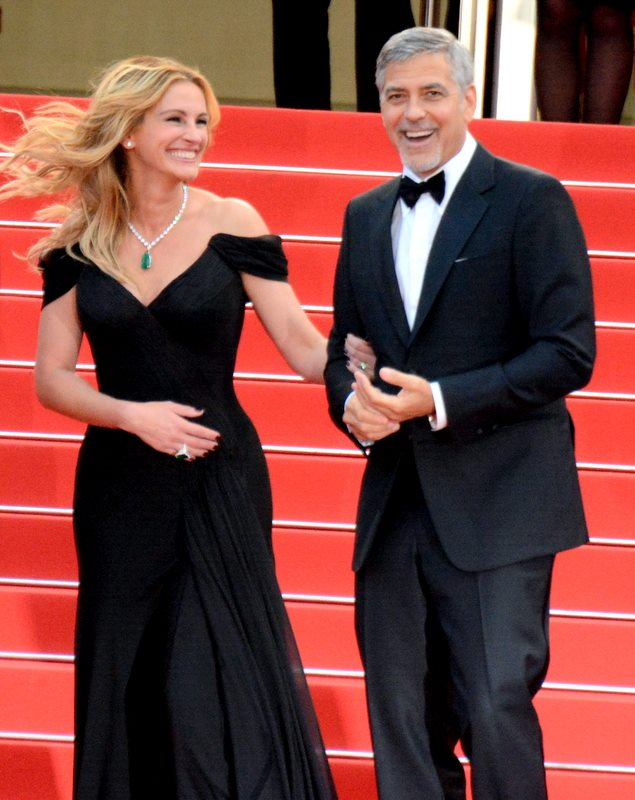
Julia Roberts et George Clooney à la présentation de "Money Monster" au festival de Cannes

### Genèse et développement
Le projet Money Monster a été annoncé pour la première fois par Deadline le 7 février 2012, lorsque Daniel Dubiecki a lancé sa propre société de production cinématographique, Allegiance Theater. Ce serait le premier film produit par l'entreprise. IM Global a financé pendant que Dubiecki produisait, avec Stuart Ford.
Alan Di Fiore et Jim Kouf ont écrit le scénario du film. Le 11 octobre 2012, Jodie Foster a annoncé qu’elle réalisera le film. L'histoire a été modifiée à partir de son scénario original inspiré par le problème du marché boursier et le crash de Cynk Technologies.
Le 25 juillet 2014, TriStar obtient les droits de financement et de sortie du film, dont le dernier brouillon a été écrit par Jamie Linden.

### Attribution des rôles
Le 8 mai 2014, il a été annoncé que George Clooney était le choix du réalisateur Foster pour jouer dans le film en tant que personnalité de la télévision, Lee Gates, mais l'accord n'a pas encore été confirmé. L'implication de Clooney a été confirmée en juillet 2014. Jack O'Connell et Julia Roberts ont été ajoutés au casting le 14 novembre 2014 pour jouer avec Clooney dans le film. Caitriona Balfe a rejoint la distribution du film le 29 janvier 2015, pour jouer le responsable des relations publiques de l'entreprise dont les actions ont atteint le fond. Dominic West a signé le 25 février 2015 pour jouer le PDG de l'entreprise. Christopher Denham a également rejoint le casting le 4 mars 2015, jouant Ron, un producteur de la série.

### Tournage
En octobre 2012, il est annoncé que le tournage débutera courant 2013. En juillet 2014, il est cependant révélé que le tournage pourra commencer lorsque George Clooney terminera celui de Ave, César !.
Le tournage débute à New York le 27 février 2015,. En mars 2015, le tournage a lieu dans les Kaufman Astoria Studios. En avril, l'équipe se rend dans le Financial District de Manhattan, pour 15 jours. Une scène est également tournée devant le Federal Hall National Memorial.

## Accueil

### Critiques
Sur Rotten Tomatoes, le film détient une cote d'approbation de 59 % sur la base de 284 critiques, avec une note moyenne de 6,00/10. Le consensus des critiques du site se lit comme suit : "La distribution solide et l'histoire solidement écrite de Money Monster chevauchent une vague opportune de colère socio-économique suffisamment puissante pour surmonter une approche parfois confuse de ses thèmes dignes." Sur Metacritic, le film a un score moyen pondéré de 55 sur 100, basé sur 44 critiques, indiquant des "critiques mitigées ou moyennes". Le public interrogé par CinemaScore a donné au film une note moyenne de "B+" sur une échelle de A+ à F, tandis que PostTrak a déclaré que les cinéphiles ont donné une note globale positive de 81 %, 56 % disant qu'ils le recommanderaient certainement.
En France, sur Allociné, la note moyenne du film pour les 22 critiques de presse française recensées est de 3,5 sur 5, et la note moyenne des critiques du public est de 3,6 sur 5.

### Box office
| Pays ou région    | Box-office      | Date d'arrêt du box-office | Nombre de semaines |
| ----------------- | --------------- | -------------------------- | ------------------ |
| États-Unis Canada | 41 012 075 $    | 4 août 2016                | 12                 |
| France            | 847 743 entrées | 19 juillet 2016            | 10                 |
| Total mondial     | 93 282 604 $    | -                          | -                  |

Money Monster a rapporté 41 millions de dollars aux États-Unis et au Canada, et 52,3 millions de dollars dans d'autres territoires, pour un total mondial de 93,3 millions de dollars, pour un budget de production net de 27 millions de dollars.
En Amérique du Nord, le film est sorti parallèlement à The Darkness et à la large expansion de Green Room, et devrait rapporter 10 à 12 millions de dollars dans 3 104 salles lors de son week-end d'ouverture. Le film a rapporté 600 000 $ lors de ses avant-premières du jeudi soir et 5 millions de dollars le premier jour. Il a ensuite rapporté 14,8 millions de dollars lors de son week-end d'ouverture, dépassant les attentes et terminant 3e au box-office derrière Captain America: Civil War et Le Livre de la jungle.

## Distinctions
- Festival de Cannes 2016 : hors compétition